# Tassaft Ouguemoun
 (janvier 2011).
Tassaft Ouguemoune (en tamazight : ⵜⴰⵙⵙⴰⴼⵜ ⵓ  ⴳⴻⵎⵓⵏⴻ ) est un village de Kabylie, situé dans la commune algérienne d'Iboudrarene, daira de Beni-Yenni dans la wilaya de Tizi-Ouzou.

## Géographie

### Relief

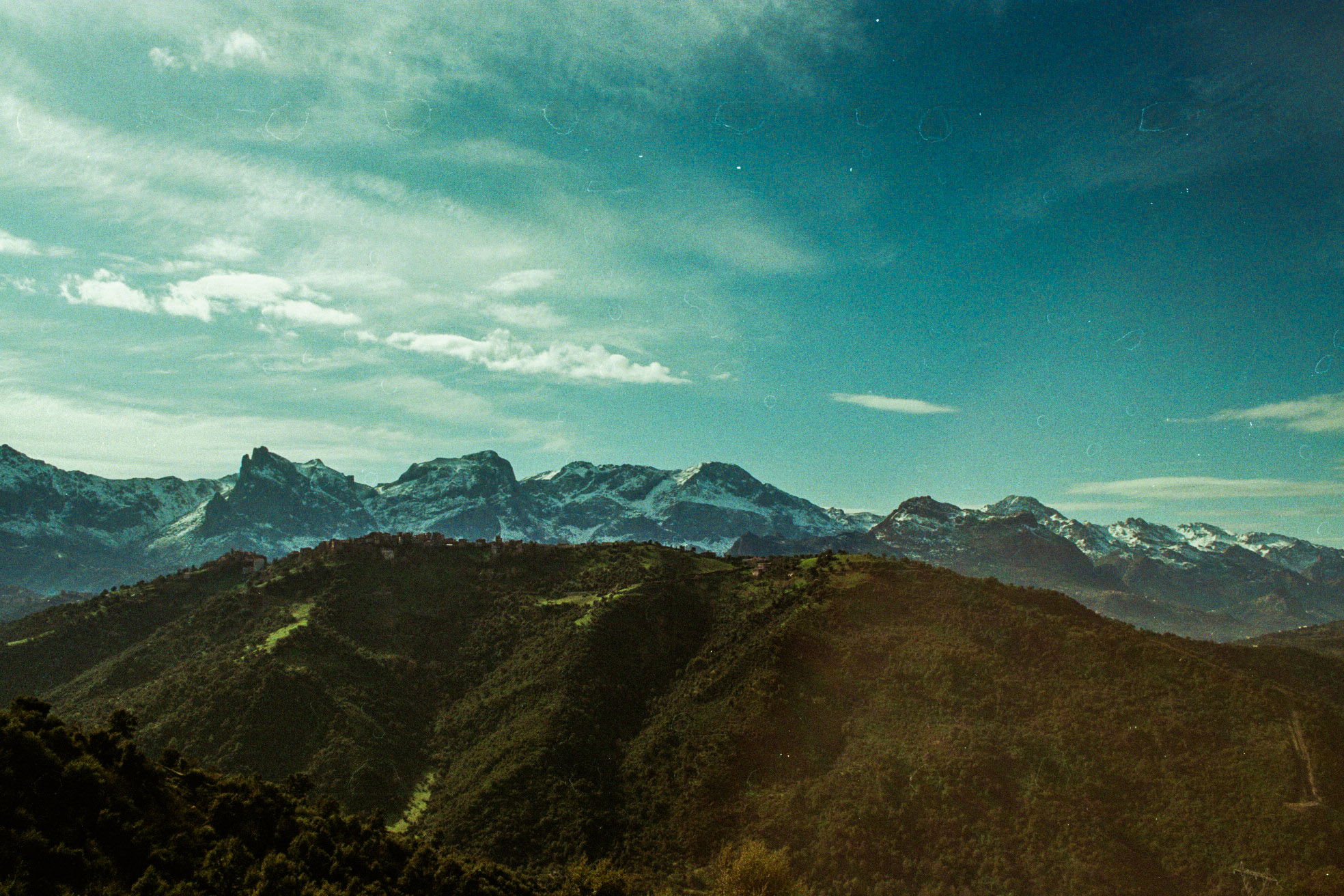
Photo panoramique du Tassaft Ouguemoun

Le village est perché sur une colline à 850 mètres d'altitude.
Tassaft Ouguemoune est situé au centre de la haute Kabylie d'où on peut découvrir de vastes panoramas : au sud, l'imposante chaîne du Djurdjura avec les massifs de Tiguelmimine, le pic de Lalla Khedidja qui culmine à 2308 mètres, Thaletat, Azrou N' Guougcem, Thimedhouine, le Kouriet et l'Haïdzer. À l'est, le col de Tirourda et les territoires d'Akbil et d'Aïn El Hammam. Au nord, les territoires des Ath-Menguellat et des Ath-Irathen avec la colline d'Ichériden. À l'ouest, les vastes territoires des Ouadhias.
De Tassaft, on peut joindre plusieurs sites touristiques de montagne: la station touristique de Tikjda, le lac Agoulmime, et le gouffre d'Asouel.

### Localisation
Tassaft Ouguemoune est situé à une trentaine de kilomètres au sud-est de Tizi-Ouzou, sur les hauteurs de la Grande Kabylie.
Le village est délimité :
- au nord, par Ath-Eurvah et Ath-Yenni ;
- à l'est, par Ath-Menguellat ;
- au sud, par Ath Boudrar (villages de la commune d'Iboudraren) ;
- à l'ouest par Ath-Ouacifs.

La route nationale 30 (RN 30) qui relie Tizi-Ouzou à Bouira traverse le village, exactement à la place principale qui se nomme Tizi N'Tqerabt (le col du cimetière) ou encore Agarage.

## Toponymie
Tassaft Ouguemoune tient son nom d'un énorme chêne (tassaft signifiant chêne en kabyle) qui dominait le lieu au XVe siècle et qui servait de repère aux voyageurs.

## Histoire
Durant la colonisation, notamment durant les années quarante, le village a été le siège d'un centre municipal rattaché au douar Ouacifs et à la commune mixte du Djurdjura. À la suite d'un découpage administratif en 1967, Tassaft Ouguemoune fut proclamé commune regroupant plus d'une vingtaine de villages. Elle le demeura jusqu'en 1985, année où elle fut scindée en trois communes: Akbil, Iboudraren et Yattafène.
Le village occupe une place géostratégique importante dans la région. Il est le point de rencontre des anciens douars Ath Ouacifs, Ath Boudrar, Ath Yanni, Ath Attaf et Ath Menguelet. De ce fait, Tassaft fut l'objet de plusieurs luttes en vue de son incorporation à l'une ou l'autre de ces communautés.Le village a été choisi même par l'armée française durant la guerre d'Algérie (1954-1962) comme le siège d'une section administrative spécialisée (SAS) et d'une caserne de gendarmerie ayant servi de PC au 7e bataillon des chasseurs alpins. Il y avait même une piste d'atterrissage pour hélicoptères, sise à Thighilt Ath Ouahioune (l'actuel carré des martyrs).

## Population
La population du village est d'environ 1 250 habitants[réf. nécessaire].

## Administration
Tassaft dispose d’une école primaire, d'une salle de soins, d'une annexe du service d'état civil, d'un bureau de poste et d'une caserne de gendarmerie.
Le village abrite aussi une zaouïa, "Mrabet Mohamed", de la confrérie "Amaria" où l'on vient en pèlerinage de plusieurs villages de Kabylie.
Le village dispose aussi, depuis 2005, d'un blog (http://tassaft.hautetfort.com/) qui propose des sujets et des thèmes aussi riches que variés. On y trouve plusieurs rubriques sur la culture et l'histoire du village.

## Économie
L'économie de la région reste basée essentiellement sur le travail des petites parcelles individuelles et sur l'arboriculture de montagne. L'olivier et le figuier sont sources de revenus non négligeables, même si leur culture est en recul.
La majorité des gens vivent de petits élevages notamment des bovins ou de petits métiers. L'enrôlement des Kabyles dans l'activité pétrolière au Sud de l'Algérie et au complexe de l’électroménager (ENIEM) de Tizi-Ouzou ouvert durant les années 1980, ont contribué à la resorption du chomage et au développement local.
Durant la colonisation française, la population a énormément souffert de la misère et du chômage, ce qui a poussé les habitants à quitter le village pour d'autres cieux, soit en Algérie (Alger, Oran, Constantine, Tizi-Ouzou, etc.), soit en France. 
L’ouverture de la route nationale 30 (RN 30) a permis au village de connaitre son extension et son développement. Sous les poussées démographiques et du développement, de nouvelles habitations se sont construites aux abords de cette route créant le nouveau centre du village, ce qui a favorisé l’émergence d’une certaine activité économique, notamment par le développement du petit commerce de proximité (alimentation générale, cafés, kiosques multi services, cybercafés, serrurerie, boucherie, etc.).
Depuis les années 2000, se tient hebdomadairement tous les jeudis un marché au niveau de la place "Agarage" et tout le long de la route nationale 30.

## Personnalités liées au village
- Chabane Ouahioune, écrivain, y est né en 1922.
- Amar Ould-Hamouda, militant de la cause nationale et membre du Parti du peuple algérien (PPA), y est né en 1923.
- Amirouche Aït-Hamouda, colonel de la wilaya III durant la guerre d'Algérie, y est né en 1926.
- Nordine Aït-Hamouda, député du RCD de la wilaya de Tizi Ouzou en 1997 et 2007; et deputé en 2017 comme candidat libre de la Fondation du Colonel Amirouche qu'il avait créée en 2016 après avoir quitté le RCD, y est né 1949.
- Djaffar Ouahioune, animateur du Printemps berbère, y est né 1957.
- Mustapha Bacha, un des 24 détenus du Printemps berbère, syndicaliste et membre fondateur du Rassemblement pour la culture et la démocratie (RCD), y est né en 1956 et mort en 1994 à la suite d'un arrêt cardiaque.